# Gyllenmåne
Gyllenmåne, Högsjögårdssläkten eller Högsjögårdsätten är nutida konventionella namn på en svensk medeltida frälseätt som fått sitt namn efter sitt vapen som avbildar en gyllene måne mellan två sexuddiga stjärnor i silver. Medlemmar av ätten är kända som ägare till godset Högsjögård vid västra stranden av Högsjön i tätorten Högsjö i Vingåkers kommun, Södermanlands län. Ätten utdog innan Sveriges Riddarhus grundades 1625, varför den aldrig introducerades där som adelsätt.

## Historik
Tönne Göransson (Gyllenmåne) till Högsjögård (död omkring 1613) gjorde 1573 Högsjö till sin sätesgård. År 1648 kom Högsjö genom gifte med Anna Stålarm i riksrådet Claes Rålambs besittning. I och med Claes Rålambs giftermål övergick egendomen till den Rålambska ätten som kom att äga Högsjö i nästan 150 år.

## Släkttavla
1. Hans Göransson till Högsjögård. [1]
  1. Göran Hansson,  död 1596, Hövitsman. Gift med Märta Tönnesdotter (Thott). [1]
    1. Tönne Göransson (Gyllenmåne) till Högsjögård, Ståthållare på Kexholm. Adlad 1592, och gift med Beata Trolle. [1]
    2. Brita Margareta Göransdotter, gift med Svante Eriksson Stålarm, [1] ståthållare på Kaporie Slott. [2]
    3. Anna Göransdotter, gift med Göran Nilsson Boije af Gennäs. [1]